# المعيار العالمي للقطاعات
المعيار العالمي للقطاعات (GICS): هوتصنيف صناعي  تم وضعه في عام 1999 من قبل MSCI و «ستاندرد آند بورز» (S&P) للاستخدام من قبل المجتمع المالي العالمي. يتكون  هيكل المعيار العالمي للقطاعات من 11 قطاعاً صناعياً تضم بداخلها 24 مجموعة صناعية بداخلهم 68 صناعة تنقسم إلى  157 الصناعات الفرعية  .

## التصنيف[2]
- 11 قطاعا
- 24 مجموعات الصناعية
- 68 صناعة
- 157 الصناعات الفرعية

| القطاع | القطاع                     | المجموعة الصناعية | المجموعة الصناعية          | الصناعة | الصناعة                              | الصناعة الفرعية | الصناعة الفرعية                     |
| ------ | -------------------------- | ----------------- | -------------------------- | ------- | ------------------------------------ | --------------- | ----------------------------------- |
| 10     | الطاقة                     | 1010              | الطاقة                     | 101010  | خدمات الطاقة ومعداتها                | 10101010        | التنقيب عن الغاز والنفط             |
| 10     | الطاقة                     | 1010              | الطاقة                     | 101010  | خدمات الطاقة ومعداتها                | 10101020        | خدمات الغاز والنفط ومعداتها         |
| 10     | الطاقة                     | 1010              | الطاقة                     | 101020  | الغاز والنفط والوقود المستهلك        | 10102010        | الغاز والنفط المتكامل               |
| 10     | الطاقة                     | 1010              | الطاقة                     | 101020  | الغاز والنفط والوقود المستهلك        | 10102020        | إنتاج وتنقيب الغاز والنفط           |
| 10     | الطاقة                     | 1010              | الطاقة                     | 101020  | الغاز والنفط والوقود المستهلك        | 10102030        | تكرير وتسويق الغاز والنفط           |
| 10     | الطاقة                     | 1010              | الطاقة                     | 101020  | الغاز والنفط والوقود المستهلك        | 10102040        | نقل وتخزين الغاز والنفط             |
| 10     | الطاقة                     | 1010              | الطاقة                     | 101020  | الغاز والنفط والوقود المستهلك        | 10102050        | إنتاج الفحم والوقود المستهلك        |
| 15     | المواد الاساسية            | 1510              | المواد الاساسية            |         |                                      |                 |                                     |
| 15     | المواد الاساسية            | 1510              | المواد الاساسية            | 151010  | المواد الكيميائية                    | 15101010        | المواد الكيميائية                   |
| 15     | المواد الاساسية            | 1510              | المواد الاساسية            | 151010  | المواد الكيميائية                    | 15101020        | المواد الكيمائية المتنوعة           |
| 15     | المواد الاساسية            | 1510              | المواد الاساسية            | 151010  | المواد الكيميائية                    | 15101030        | الأسمدة والمبيدات الزراعية          |
| 15     | المواد الاساسية            | 1510              | المواد الاساسية            | 151010  | المواد الكيميائية                    | 15101040        | الغازات الصناعية                    |
| 15     | المواد الاساسية            | 1510              | المواد الاساسية            | 151010  | المواد الكيميائية                    | 15101050        | المواد الكيميائية المتخصصة          |
| 15     | المواد الاساسية            | 1510              | المواد الاساسية            | 151020  | مواد البناء                          | 15102010        | مواد البناء                         |
| 15     | المواد الاساسية            | 1510              | المواد الاساسية            | 151030  | الحاويات والتغليف                    | 15103010        | العبوات الزجاجية والمعدنية          |
| 15     | المواد الاساسية            | 1510              | المواد الاساسية            | 151030  | الحاويات والتغليف                    | 15103020        | التغليف الورقي                      |
| 15     | المواد الاساسية            | 1510              | المواد الاساسية            | 151040  | المعادن والتعدين                     | 15104010        | الألومنيوم                          |
| 15     | المواد الاساسية            | 1510              | المواد الاساسية            | 151040  | المعادن والتعدين                     | 15104020        | المعادن المتنوعة                    |
| 15     | المواد الاساسية            | 1510              | المواد الاساسية            | 151040  | المعادن والتعدين                     | 15104025        | النحاس                              |
| 15     | المواد الاساسية            | 1510              | المواد الاساسية            | 151040  | المعادن والتعدين                     | 15104030        | الذهب                               |
| 15     | المواد الاساسية            | 1510              | المواد الاساسية            | 151040  | المعادن والتعدين                     | 15104040        | المعادن الثمينة                     |
| 15     | المواد الاساسية            | 1510              | المواد الاساسية            | 151040  | المعادن والتعدين                     | 15104045        | الفضة                               |
| 15     | المواد الاساسية            | 1510              | المواد الاساسية            | 151040  | المعادن والتعدين                     | 15104050        | الحديد والصلب                       |
| 15     | المواد الاساسية            | 1510              | المواد الاساسية            | 151050  | المنتجات الورقية والخشبية            | 15105010        | المنتجات الخشبية                    |
| 15     | المواد الاساسية            | 1510              | المواد الاساسية            | 151050  | المنتجات الورقية والخشبية            | 15105020        | المنتجات الورقية                    |
| 20     | الصناعات                   | 2010              | صناعة المعدات              | 201010  | الصناعات الجوية                      | 20101010        | الصناعات الجوية                     |
| 20     | الصناعات                   | 2010              | صناعة المعدات              | 201020  | منتجات البناء                        | 20102010        | منتجات البناء                       |
| 20     | الصناعات                   | 2010              | صناعة المعدات              | 201030  | المقاولات                            | 20103010        | المقاولات                           |
| 20     | الصناعات                   | 2010              | صناعة المعدات              | 201040  | المعدات الكهربائية                   | 20104010        | المعدات الكهربائية                  |
| 20     | الصناعات                   | 2010              | صناعة المعدات              | 201040  | المعدات الكهربائية                   | 20104020        | المعدات الكهربائية الثقيلة          |
| 20     | الصناعات                   | 2010              | صناعة المعدات              | 201050  | الصناعات المتنوعة                    | 20105010        | الصناعات المتنوعة                   |
| 20     | الصناعات                   | 2010              | صناعة المعدات              | 201060  | الآلات                               | 20106010        | آلات التشييد والشاحنات              |
| 20     | الصناعات                   | 2010              | صناعة المعدات              | 201060  | الآلات                               | 20106015        | الآلات الزراعية                     |
| 20     | الصناعات                   | 2010              | صناعة المعدات              | 201060  | الآلات                               | 20106020        | الآلات الصناعية                     |
| 20     | الصناعات                   | 2010              | صناعة المعدات              | 201070  | تجارة وتوزيع المعدات                 | 20107010        | تجارة وتوزيع المعدات                |
| 20     | الصناعات                   | 2020              | الخدمات التجارية والمهنية  | 202010  | الخدمات التجارية                     | 20201010        | خدمات المطابع التجارية              |
| 20     | الصناعات                   | 2020              | الخدمات التجارية والمهنية  | 202010  | الخدمات التجارية                     | 20201050        | خدمات صيانة المرافق                 |
| 20     | الصناعات                   | 2020              | الخدمات التجارية والمهنية  | 202010  | الخدمات التجارية                     | 20201060        | الخدمات المكتبية ومستلزماتها        |
| 20     | الصناعات                   | 2020              | الخدمات التجارية والمهنية  | 202010  | الخدمات التجارية                     | 20201070        | خدمات الأعمال المساندة              |
| 20     | الصناعات                   | 2020              | الخدمات التجارية والمهنية  | 202010  | الخدمات التجارية                     | 20201080        | الخدمات الأمنية                     |
| 20     | الصناعات                   | 2020              | الخدمات التجارية والمهنية  | 202020  | الخدمات المهنية                      | 20202010        | خدمات الموارد البشرية               |
| 20     | الصناعات                   | 2020              | الخدمات التجارية والمهنية  | 202020  | الخدمات المهنية                      | 20202020        | خدمات الاستشارات والأبحاث           |
| 20     | الصناعات                   | 2030              | النقل                      | 203010  | الشحن الجوي                          | 20301010        | الشحن الجوي                         |
| 20     | الصناعات                   | 2030              | النقل                      | 203020  | الخطوط الجوية                        | 20302010        | الخطوط الجوية                       |
| 20     | الصناعات                   | 2030              | النقل                      | 203030  | النقل البحري                         | 20303010        | النقل البحري                        |
| 20     | الصناعات                   | 2030              | النقل                      | 203040  | النقل البري والسكك الحديدية          | 20304010        | السكك الحديدية                      |
| 20     | الصناعات                   | 2030              | النقل                      | 203040  | النقل البري والسكك الحديدية          | 20304020        | الشاحنات والسيارات                  |
| 20     | الصناعات                   | 2030              | النقل                      | 203050  | مرافق النقل                          | 20305010        | خدمات المطارات                      |
| 20     | الصناعات                   | 2030              | النقل                      | 203050  | مرافق النقل                          | 20305020        | الطرق السريعة والسكك الحديدية       |
| 20     | الصناعات                   | 2030              | النقل                      | 203050  | مرافق النقل                          | 20305030        | الموانئ البحرية وخدماتها            |
| 25     | السلع الاستهلاكية الكمالية | 2510              | السيارات ومستلزماتها       | 251010  | مستلزمات السيارات                    | 25101010        | قطع غيار السيارات                   |
| 25     | السلع الاستهلاكية الكمالية | 2510              | السيارات ومستلزماتها       | 251010  | مستلزمات السيارات                    | 25101020        | الإطارات                            |
| 25     | السلع الاستهلاكية الكمالية | 2510              | السيارات ومستلزماتها       | 251020  | المركبات                             | 25102010        | صناعة السيارات                      |
| 25     | السلع الاستهلاكية الكمالية | 2510              | السيارات ومستلزماتها       | 251020  | المركبات                             | 25102020        | صناعة الدراجات النارية              |
| 25     | السلع الاستهلاكية الكمالية | 2520              | السلع طويلة الاجل          | 252010  | المنتجات المنزلية طويلة الأجل        | 25201010        | صناعة الإلكترونيات المنزلية         |
| 25     | السلع الاستهلاكية الكمالية | 2520              | السلع طويلة الاجل          | 252010  | المنتجات المنزلية طويلة الأجل        | 25201020        | صناعة الأثاث المنزلي                |
| 25     | السلع الاستهلاكية الكمالية | 2520              | السلع طويلة الاجل          | 252010  | المنتجات المنزلية طويلة الأجل        | 25201030        | بناء المنازل                        |
| 25     | السلع الاستهلاكية الكمالية | 2520              | السلع طويلة الاجل          | 252010  | المنتجات المنزلية طويلة الأجل        | 25201040        | صناعة الأجهزة المنزلية              |
| 25     | السلع الاستهلاكية الكمالية | 2520              | السلع طويلة الاجل          | 252010  | المنتجات المنزلية طويلة الأجل        | 25201050        | الأواني المنزلية                    |
| 25     | السلع الاستهلاكية الكمالية | 2520              | السلع طويلة الاجل          | 252020  | المنتجات الترفيهية                   | 25202010        | المنتجات الترفيهية                  |
| 25     | السلع الاستهلاكية الكمالية | 2520              | السلع طويلة الاجل          | 252030  | الملابس والمنتجات الكمالية           | 25203010        | الملابس والحلي                      |
| 25     | السلع الاستهلاكية الكمالية | 2520              | السلع طويلة الاجل          | 252030  | الملابس والمنتجات الكمالية           | 25203020        | الأحذية                             |
| 25     | السلع الاستهلاكية الكمالية | 2520              | السلع طويلة الاجل          | 252030  | الملابس والمنتجات الكمالية           | 25203030        | المنسوجات                           |
| 25     | السلع الاستهلاكية الكمالية | 2530              | الخدمات الاستهلاكية        | 253010  | الفنادق والمطاعم والمرافق الترفيهية  | 25301010        | الكازينوهات                         |
| 25     | السلع الاستهلاكية الكمالية | 2530              | الخدمات الاستهلاكية        | 253010  | الفنادق والمطاعم والمرافق الترفيهية  | 25301020        | الفنادق والمنتجعات                  |
| 25     | السلع الاستهلاكية الكمالية | 2530              | الخدمات الاستهلاكية        | 253010  | الفنادق والمطاعم والمرافق الترفيهية  | 25301030        | المرافق الترفيهية                   |
| 25     | السلع الاستهلاكية الكمالية | 2530              | الخدمات الاستهلاكية        | 253010  | الفنادق والمطاعم والمرافق الترفيهية  | 25301040        | المطاعم                             |
| 25     | السلع الاستهلاكية الكمالية | 2530              | الخدمات الاستهلاكية        | 253020  | الخدمات الاستهلاكية المتنوعة         | 25302010        | خدمات التعليم                       |
| 25     | السلع الاستهلاكية الكمالية | 2530              | الخدمات الاستهلاكية        | 253020  | الخدمات الاستهلاكية المتنوعة         | 25302020        | الخدمات الاستهلاكية المتخصصة        |
| 25     | السلع الاستهلاكية الكمالية | 2540              | الإعلام                    | 254010  | الإعلام                              | 25401010        | الدعاية والإعلان                    |
| 25     | السلع الاستهلاكية الكمالية | 2540              | الإعلام                    | 254010  | الإعلام                              | 25401020        | البث الإذاعي والتلفزيوني            |
| 25     | السلع الاستهلاكية الكمالية | 2540              | الإعلام                    | 254010  | الإعلام                              | 25401025        | خدمات الاشتراك التلفزيوني           |
| 25     | السلع الاستهلاكية الكمالية | 2540              | الإعلام                    | 254010  | الإعلام                              | 25401030        | الإنتاج التلفزيوني والترفيهي        |
| 25     | السلع الاستهلاكية الكمالية | 2540              | الإعلام                    | 254010  | الإعلام                              | 25401040        | النشر                               |
| 25     | السلع الاستهلاكية الكمالية | 2550              | تجزئة السلع الكمالية       | 255010  | التوزيع                              | 25501010        | التوزيع                             |
| 25     | السلع الاستهلاكية الكمالية | 2550              | تجزئة السلع الكمالية       | 255020  | التسويق المباشر والالكتروني          | 25502020        | التسويق المباشر والالكتروني         |
| 25     | السلع الاستهلاكية الكمالية | 2550              | تجزئة السلع الكمالية       | 255030  | التجزئة المتعددة                     | 25503010        | المتاجر الكبرى                      |
| 25     | السلع الاستهلاكية الكمالية | 2550              | تجزئة السلع الكمالية       | 255030  | التجزئة المتعددة                     | 25503020        | متاجر البضائع العامة                |
| 25     | السلع الاستهلاكية الكمالية | 2550              | تجزئة السلع الكمالية       | 255040  | التجزئة المتخصصة                     | 25504010        | تجزئة الملابس                       |
| 25     | السلع الاستهلاكية الكمالية | 2550              | تجزئة السلع الكمالية       | 255040  | التجزئة المتخصصة                     | 25504020        | تجزئة الإلكترونيات                  |
| 25     | السلع الاستهلاكية الكمالية | 2550              | تجزئة السلع الكمالية       | 255040  | التجزئة المتخصصة                     | 25504030        | متاجر تطوير المنازل                 |
| 25     | السلع الاستهلاكية الكمالية | 2550              | تجزئة السلع الكمالية       | 255040  | التجزئة المتخصصة                     | 25504040        | متاجر التجزئة المتخصصة              |
| 25     | السلع الاستهلاكية الكمالية | 2550              | تجزئة السلع الكمالية       | 255040  | التجزئة المتخصصة                     | 25504050        | تجزئة السيارات وملحقاتها            |
| 25     | السلع الاستهلاكية الكمالية | 2550              | تجزئة السلع الكمالية       | 255040  | التجزئة المتخصصة                     | 25504060        | تجزئة الأثاث المنزلي                |
| 30     | السلع الاستهلاكية الأساسية | 3010              | تجزئة الأغذية              | 301010  | تجزئة الأغذية                        | 30101010        | تجزئة الأدوية                       |
| 30     | السلع الاستهلاكية الأساسية | 3010              | تجزئة الأغذية              | 301010  | تجزئة الأغذية                        | 30101020        | توزيع الأغذية                       |
| 30     | السلع الاستهلاكية الأساسية | 3010              | تجزئة الأغذية              | 301010  | تجزئة الأغذية                        | 30101030        | تجزئة الأغذية                       |
| 30     | السلع الاستهلاكية الأساسية | 3010              | تجزئة الأغذية              | 301010  | تجزئة الأغذية                        | 30101040        | الأسواق المركزية                    |
| 30     | السلع الاستهلاكية الأساسية | 3020              | إنتاج الأغذية والتبغ       | 302010  | المشروبات                            | 30201010        | الخمر                               |
| 30     | السلع الاستهلاكية الأساسية | 3020              | إنتاج الأغذية والتبغ       | 302010  | المشروبات                            | 30201020        | صنع النبيذ والبيرة                  |
| 30     | السلع الاستهلاكية الأساسية | 3020              | إنتاج الأغذية والتبغ       | 302010  | المشروبات                            | 30201030        | المشروبات الغازية                   |
| 30     | السلع الاستهلاكية الأساسية | 3020              | إنتاج الأغذية والتبغ       | 302020  | المنتجات الغذائية                    | 30202010        | المنتجات الزراعية                   |
| 30     | السلع الاستهلاكية الأساسية | 3020              | إنتاج الأغذية والتبغ       | 302020  | المنتجات الغذائية                    | 30202030        | الأغذية المعلبة                     |
| 30     | السلع الاستهلاكية الأساسية | 3020              | إنتاج الأغذية والتبغ       | 302030  | التبغ والسجائر                       | 30203010        | التبغ والسجائر                      |
| 30     | السلع الاستهلاكية الأساسية | 3030              | المنتجات المنزلية والشخصية | 303010  | المنتجات المنزلية                    | 30301010        | المنتجات المنزلية                   |
| 30     | السلع الاستهلاكية الأساسية | 3030              | المنتجات المنزلية والشخصية | 303020  | المنتجات الشخصية                     | 30302010        | المنتجات الشخصية                    |
| 35     | الصحة                      | 3510              | الرعاية الصحية             | 351010  | معدات ومستلزمات الرعاية الصحية       | 35101010        | معدات الرعاية الصحية                |
| 35     | الصحة                      | 3510              | الرعاية الصحية             | 351010  | معدات ومستلزمات الرعاية الصحية       | 35101020        | مستلزمات الرعاية الصحية             |
| 35     | الصحة                      | 3510              | الرعاية الصحية             | 351020  | خدمات الرعاية الصحية                 | 35102010        | توزيع المنتجات الصحية               |
| 35     | الصحة                      | 3510              | الرعاية الصحية             | 351020  | خدمات الرعاية الصحية                 | 35102015        | خدمات الرعاية الصحية                |
| 35     | الصحة                      | 3510              | الرعاية الصحية             | 351020  | خدمات الرعاية الصحية                 | 35102020        | المراكز الصحية                      |
| 35     | الصحة                      | 3510              | الرعاية الصحية             | 351020  | خدمات الرعاية الصحية                 | 35102030        | منظمات الرعاية الصحية               |
| 35     | الصحة                      | 3510              | الرعاية الصحية             | 351030  | تقنية الرعاية الصحية                 | 35103010        | تقنية الرعاية الصحية                |
| 35     | الصحة                      | 3520              | الأدوية                    | 352010  | التقنية الحيوية                      | 35201010        | التقنية الحيوية                     |
| 35     | الصحة                      | 3520              | الأدوية                    | 352020  | الصيدلة                              | 35202010        | الصيدلة                             |
| 35     | الصحة                      | 3520              | الأدوية                    | 352030  | خدمات مساندة علوم الحياة             | 35203010        | خدمات الرعاية وعلوم الحياة          |
| 40     | المالية                    | 4010              | البنوك                     | 401010  | البنوك                               | 40101010        | البنوك المتنوعة                     |
| 40     | المالية                    | 4010              | البنوك                     | 401010  | البنوك                               | 40101015        | البنوك المحلية                      |
| 40     | المالية                    | 4010              | البنوك                     | 401020  | مؤسسات الرهن                         | 40102010        | مؤسسات الرهن                        |
| 40     | المالية                    | 4020              | الاستثمار والتمويل         | 402010  | الخدمات المالية المتنوعة             | 40201020        | الخدمات المالية المتنوعة            |
| 40     | المالية                    | 4020              | الاستثمار والتمويل         | 402010  | الخدمات المالية المتنوعة             | 40201030        | الشركات القابضة                     |
| 40     | المالية                    | 4020              | الاستثمار والتمويل         | 402010  | الخدمات المالية المتنوعة             | 40201040        | الخدمات المالية المتخصصة            |
| 40     | المالية                    | 4020              | الاستثمار والتمويل         | 402020  | التمويل الاستهلاكي                   | 40202010        | التمويل الاستهلاكي                  |
| 40     | المالية                    | 4020              | الاستثمار والتمويل         | 402030  | الأسواق المالية                      | 40203010        | إدارة الثروات وبنوك الودائع         |
| 40     | المالية                    | 4020              | الاستثمار والتمويل         | 402030  | الأسواق المالية                      | 40203020        | الوساطة المالية والاستثمار          |
| 40     | المالية                    | 4020              | الاستثمار والتمويل         | 402030  | الأسواق المالية                      | 40203030        | الأسواق المالية المتنوعة            |
| 40     | المالية                    | 4020              | الاستثمار والتمويل         | 402030  | الأسواق المالية                      | 40203040        | البورصات ومزودي المعلومات           |
| 40     | المالية                    | 4020              | الاستثمار والتمويل         | 402040  | صناديق الرهن العقاري المتداولة       | 40204010        | صناديق الرهن العقاري المتداولة      |
| 40     | المالية                    | 4030              | التأمين                    | 403010  | التأمين                              | 40301010        | وسطاء التأمين                       |
| 40     | المالية                    | 4030              | التأمين                    | 403010  | التأمين                              | 40301020        | التأمين الصحي                       |
| 40     | المالية                    | 4030              | التأمين                    | 403010  | التأمين                              | 40301030        | التأمين العام                       |
| 40     | المالية                    | 4030              | التأمين                    | 403010  | التأمين                              | 40301040        | تأمين الممتلكات                     |
| 40     | المالية                    | 4030              | التأمين                    | 403010  | التأمين                              | 40301050        | إعادة التأمين                       |
| 45     | تقنية المعلومات            | 4510              | التطبيقات وخدمات التقنية   | 451010  | خدمات وبرمجيات الإنترنت              | 45101010        | خدمات وبرمجيات الإنترنت             |
| 45     | تقنية المعلومات            | 4510              | التطبيقات وخدمات التقنية   | 451020  | خدمات تقنية المعلومات                | 45102010        | استشارات تقنية المعلومات            |
| 45     | تقنية المعلومات            | 4510              | التطبيقات وخدمات التقنية   | 451020  | خدمات تقنية المعلومات                | 45102020        | معالجة البيانات والخدمات الخارجية   |
| 45     | تقنية المعلومات            | 4510              | التطبيقات وخدمات التقنية   | 451030  | البرمجيات                            | 45103010        | التطبيقات                           |
| 45     | تقنية المعلومات            | 4510              | التطبيقات وخدمات التقنية   | 451030  | البرمجيات                            | 45103020        | أنظمة المعلومات                     |
| 45     | تقنية المعلومات            | 4510              | التطبيقات وخدمات التقنية   | 451030  | البرمجيات                            | 45103030        | برامج التسلية المنزلية              |
| 45     | تقنية المعلومات            | 4520              | الأجهزة والمعدات التقنية   | 452010  | معدات الاتصالات                      | 45201020        | معدات الاتصالات                     |
| 45     | تقنية المعلومات            | 4520              | الأجهزة والمعدات التقنية   | 452020  | الأجهزة التقنية ووحدات التخزين       | 45202030        | الأجهزة التقنية ووحدات التخزين      |
| 45     | تقنية المعلومات            | 4520              | الأجهزة والمعدات التقنية   | 452030  | المعدات الإلكترونية                  | 45203010        | المعدات الإلكترونية                 |
| 45     | تقنية المعلومات            | 4520              | الأجهزة والمعدات التقنية   | 452030  | المعدات الإلكترونية                  | 45203015        | المكونات الإلكترونية                |
| 45     | تقنية المعلومات            | 4520              | الأجهزة والمعدات التقنية   | 452030  | المعدات الإلكترونية                  | 45203020        | خدمات تصنيع الإلكترونيات            |
| 45     | تقنية المعلومات            | 4520              | الأجهزة والمعدات التقنية   | 452030  | المعدات الإلكترونية                  | 45203030        | توزيع المنتجات التقنية              |
| 45     | تقنية المعلومات            | 4530              | أشباه الموصلات ومعداتها    | 453010  | أشباه الموصلات ومعداتها              | 45301010        | معدات أشباه الموصلات                |
| 45     | تقنية المعلومات            | 4530              | أشباه الموصلات ومعداتها    | 453010  | أشباه الموصلات ومعداتها              | 45301020        | أشباه الموصلات                      |
| 50     | الاتصالات                  | 5010              | الاتصالات                  | 501010  | خدمات الاتصالات المتنوعة             | 50101010        | الاتصالات البديلة                   |
| 50     | الاتصالات                  | 5010              | الاتصالات                  | 501010  | خدمات الاتصالات المتنوعة             | 50101020        | خدمات الاتصالات المتكاملة           |
| 50     | الاتصالات                  | 5010              | الاتصالات                  | 501020  | خدمات شبكات الاتصالات                | 50102010        | خدمات شبكات الاتصالات               |
| 55     | المرافق العامة             | 5510              | المرافق العامة             | 551010  | مرافق الكهرباء                       | 55101010        | مرافق الكهرباء                      |
| 55     | المرافق العامة             | 5510              | المرافق العامة             | 551020  | مرافق الغاز                          | 55102010        | مرافق الغاز                         |
| 55     | المرافق العامة             | 5510              | المرافق العامة             | 551030  | المرافق المتعددة                     | 55103010        | المرافق المتعددة                    |
| 55     | المرافق العامة             | 5510              | المرافق العامة             | 551040  | مرافق المياه                         | 55104010        | مرافق المياه                        |
| 55     | المرافق العامة             | 5510              | المرافق العامة             | 551050  | إنتاج الطاقة المستقلة والمتجددة      | 55105010        | إنتاج الطاقة المستقلة               |
| 55     | المرافق العامة             | 5510              | المرافق العامة             | 551050  | إنتاج الطاقة المستقلة والمتجددة      | 55105020        | الطاقة المتجددة                     |
| 60     | التطوير العقاري            | 6010              | التطوير العقاري            | 601010  | صناديق الاستثمار في الشركات العقارية | 60101010        | صناديق الاستثمار المتنوعة           |
| 60     | التطوير العقاري            | 6010              | التطوير العقاري            | 601010  | صناديق الاستثمار في الشركات العقارية | 60101020        | صناديق الاستثمار الصناعية           |
| 60     | التطوير العقاري            | 6010              | التطوير العقاري            | 601010  | صناديق الاستثمار في الشركات العقارية | 60101030        | صناديق الاستثمار في الفنادق         |
| 60     | التطوير العقاري            | 6010              | التطوير العقاري            | 601010  | صناديق الاستثمار في الشركات العقارية | 60101040        | صناديق الاستثمارفي المكاتب الادارية |
| 60     | التطوير العقاري            | 6010              | التطوير العقاري            | 601010  | صناديق الاستثمار في الشركات العقارية | 60101050        | صناديق الاستثمارفي قطاع الصحة       |
| 60     | التطوير العقاري            | 6010              | التطوير العقاري            | 601010  | صناديق الاستثمار في الشركات العقارية | 60101060        | صناديق الاستثمار السكنية            |
| 60     | التطوير العقاري            | 6010              | التطوير العقاري            | 601010  | صناديق الاستثمار في الشركات العقارية | 60101070        | صناديق الاستثمار في قطاع التجزئة    |
| 60     | التطوير العقاري            | 6010              | التطوير العقاري            | 601010  | صناديق الاستثمار في الشركات العقارية | 60101080        | صناديق الاستثمار المتخصصة           |
| 60     | التطوير العقاري            | 6010              | التطوير العقاري            | 601020  | ادارة وتطوير العقارات                | 60102010        | نشاطات التطوير العقارات المتنوعة    |
| 60     | التطوير العقاري            | 6010              | التطوير العقاري            | 601020  | ادارة وتطوير العقارات                | 60102020        | شركات إدارة العقارات                |
| 60     | التطوير العقاري            | 6010              | التطوير العقاري            | 601020  | ادارة وتطوير العقارات                | 60102030        | تطوير العقارات                      |
| 60     | التطوير العقاري            | 6010              | التطوير العقاري            | 601020  | ادارة وتطوير العقارات                | 60102040        | خدمات العقارات                      |